# Roupeldange
Roupeldange é uma comuna francesa na região administrativa de Grande Leste, no departamento de Mosela. Estende-se por uma área de 2,52 km². Em 2010 a comuna tinha 377 habitantes (densidade: 149,6 hab./km²).